# Großsteingrab Koserow
Das Großsteingrab Koserow war eine megalithische Grabanlage der jungsteinzeitlichen Trichterbecherkultur bei Koserow auf Usedom im Landkreis Vorpommern-Greifswald (Mecklenburg-Vorpommern). Es war um 1850 noch vorhanden und wurde vermutlich im 19. oder frühen 20. Jahrhundert zerstört. Sein genauer Standort ist nicht überliefert. Auch Angaben zu Maßen, Ausrichtung und Typ des Grabes liegen nicht vor. Aus dem Grab stammt das Oberteil eines menschlichen Schädels, das Anfang der 1850er Jahre in den Besitz der Gesellschaft für Pommersche Geschichte und Alterthumskunde gelangte.